# Белз (станція)
Белз — проміжна залізнична станція Львівської дирекції Львівської залізниці на неелектрифікованій лінії Червоноград — Рава-Руська між станціями Червоноград (15 км) та Угнів (22 км). Розташована в селі Заболоття Шептицького району Львівської області.

## Пасажирське сполучення
На станції зупиняються приміські поїзди.